# Billy Mundi
Billy Mundi, nacido Antonio Salas, nació el 25 de septiembre de 1942 en San Francisco, California y murió el 29 de marzo de 2014. Fue un baterista más conocido por ser miembro de las bandas The Mothers of Invention y Rhinoceros que por su trabajo como músico de sesión. Durante su carrera también trabajó como músico de sesión a menudo. En ocasiones utilizaba el seudónimo Tony Schnasse.
Fue miembro de la banda motera ángeles del infierno. El comienzo de su carrera se remonta a los últimos años de la década de los 50, cuando se especializó en música en UCLA. Después de su graduación Mundi trabajó tres meses tocando el timbal en la Orquesta Filarmónica de Los Ángeles antes de iniciar su trabajo como músico de sesión. Por la misma época entró a formar parte de distintas bandas locales. A comienzos de los 60 tocó en el grupo de Skip Battin, Skip and The Flips, y trabajó como músico de sesión en el álbum de debut de Tim Buckley, entre otros. Mundi fue miembro de The Lamp of Childhood a mediados de 1966.
En ese mismo año, 1966, se unió a The Mothers of Invention durante la grabación del álbum Freak Out!, para continuar tocando la batería en varios de los siguientes álbumes de la banda. También apareció en la película Uncle Meat de Frank Zappa (1969). Jac Holzman, de Elektra Records le ofreció un contrato para formar parte del supergrupo Rhinoceros, por lo que dejó The Mothers of Invention. Según Frank Zappa, Holzman "ofreció a Billy Mundi una enorme cantidad de dinero, un lugar para vivir, todo el paquete: te haremos una estrella, vas a trabajar con músicos de mayor éxito en lugar de esos tipos de comedia ... Pero no culpo a Billy por aceptar el trabajo, porque en ese momento éramos tan pobres que Billy vivía en el hotel Albert y no podía conseguir lo suficiente para comer; solía venir y decirnos cómo iba a calmar su apetito bebiendo el agua caliente en la ducha ..."
Hacia 1970 Mundi se trasladó a Woodstock, Nueva York, donde trabajó con Geoff  y Maria Muldaur así como de músico de sesión. Posteriormente vivió en California con su mujer Patty.
Billy Mundi murió el 29 de marzo de 2014 debido a complicaciones de la diabetes.

## Discografía
allmusic.com